# A Place to Call Home (album)
A Place to Call Home è il primo album solista di Joey Tempest, attuale voce e leader degli Europe.
Nella traccia numero 9, Right To Respect, è presente anche John Norum come special guest.

## Tracce
1. We Come Alive – 4:48
2. Under The Influence Of Love – 4:41
3. A Place To Call Home – 3:42
4. Pleasure And Pain – 3:55
5. Elsewhere – 3:56
6. Lord Of The Manor – 3:46
7. Don't Go Changin' On Me – 3:26
8. Harder To Leave A Friend Than A Lover – 3:49
9. Right To Respect – 2:50
10. Always A Friend Of Mine – 4:01
11. How Come You're Not Dead Yet? – 4:29
12. For My Country – 3:50

## Crediti
- Testi e musica di Joey Tempest
- Pubblicato da Tempest Songs / Madhouse Music
- Prodotto da Dan Sundquist